# Phường 7, Quận 11
Phường 7 là một phường thuộc Quận 11, Thành phố Hồ Chí Minh, Việt Nam.
Phường 7 có diện tích 0,16 km², dân số năm 2021 là 12.234 người,  mật độ dân số đạt 76.462 người/km².